# Püspökladány
Püspökladány é uma cidade da Hungria, situada no condado de Hajdú-Bihar. Tem 186,94 km² de área e sua população em 2019 foi estimada em 14.154 habitantes.